# 纳粹毛主义

“新秩序”组织的旗帜，弗雷达即属于这个组织

纳粹毛主义（義大利語：Nazi-maoismo）是在1968年前后于意大利出现的一种政治运动和意识形态，在当时形成了一个叫“人民斗争”（義大利語：Lotta di Popolo）的组织。该组织由罗马大学的学生组成，他们从佛朗哥·弗雷达的著作和理论中获得了大量灵感，主张将极左和极右的思想结合起来。根据新法西斯主义群体“第三位置”的表述，纳粹毛主义的立场是“既不搞资本主义，也不搞共产主义；既不赤化，也不反动”。诸如弗雷达这样的纳粹毛主义者希望通过毛泽东思想的人民战争理论，进行游击战，推翻政府和资产阶级，以建立“法西斯无产阶级专政”。
据信，“人民斗争”组织在1973年解散后，纳粹毛主义者大多已经销声匿迹。然而，纳粹毛主义的某些变体在其他类似团体中一直存在直至20世纪70年代末，尽管这些团体不如“人民斗争”这般活跃。在许多议会外的右翼团体，例如“第三位置”和最近的“新力量”，中都能找到一些所谓“纳粹毛主义”的口号，尽管他们强调极右翼典型的反共主义和民族主义立场，但对社会问题以及激烈的反美主义和反锡安主义有着强烈的关注。

## 意大利之外

### 芬兰
党卫军退伍军人萨卡里·海卡拉（Sakari Haikala）和阿尔内·罗伊哈（Aarne Roiha）是毛派的芬兰-中国协会的创始成员及董事会成员。陆军中校、法西斯党议员帕沃·苏西塔瓦尔称自己为“毛派法西斯主义者”。芬兰极右翼者中的泛毛派力量至少部分是由于毛泽东时代中国的反苏立场。“我们参观了赫尔辛基的中国大使馆，他们放映了反俄宣传片，片中中国军队欢呼雀跃，要求进攻苏联。我们也欢呼，这是芬兰的救星。”海卡拉如是说。
凯·穆罗斯（Kai Murros）是芬兰著名的新法西斯思想领导人，他曾被认为是毛泽东主义者。

### 法国
在法国，有一个意大利“人民斗争”的姊妹组织，也称作“人民斗争”（法語：Lutte du Peuple）。它是在意大利的 Giovane Europe 和法国的 Jeune-Europe （两者均意为“年轻欧洲”）的基础上建立的，两国的组织围绕让·蒂里亚特宣传的思想而建立。“人民斗争”的创始人中包括一些来自“新秩序”（法語：Ordre Nouveau）的持不同政见的左翼民族主义者及来自伊夫·巴蒂耶（法語：Yves Batille）领导的“为了年轻欧洲”（法語：Pour Une Jeune-Europe）的欧洲社会主义者。这些组织将让·蒂里亚特领导的理论与适应欧洲情况的毛泽东思想混合，但其与蒂里亚特的理论也有本质区别：让·蒂里亚特的理论中，毛泽东思想是次要因素；而对纳粹毛主义组织来说，毛泽东思想是其基础要素。纳粹毛主义明显体现在国家和欧洲行动联合会的意识形态中。

### 乌克兰
在2019年末，乌克兰亚速营的文学社和出版机构 Plomin（乌克兰语中的“火焰”之意），将弗雷达的作品译为乌克兰语。新纳粹组织“喀尔巴阡塞契”（烏克蘭語：Карпатська Січ）和“奥丁青年”也在乌克兰宣传弗雷达的思想。

### 其他区域
“人民斗争”的姊妹组织也存在于西班牙和德国，即“民族革命组织‘构造’”（西班牙語：Organización Nacional-Révolutionare Aufbau）。